# Camilo Pessanha
Camilo Pessanha (ur. 1867, zm. 1926 w Coimbrze) – portugalski poeta.

## Życiorys
Camilo de Almeida Pessanha urodził się w mieście Coimbra w Portugalii 7 września 1867 roku. Ukończył studia prawnicze na uniwersytecie w Coimbrze. Po uzyskaniu dyplomu (1891) udał się w podróż do Makau, portugalskiej kolonii w Chinach, żeby tam objąć posadę nauczyciela w liceum. Camilo Pessanha zmarł 1 marca 1926 roku w Makau. Do śmierci poety przyczynił się nałóg palenia opium.

## Twórczość
Camilo Pessanha jest powszechnie uważany za najwybitniejszego przedstawiciela symbolizmu w literaturze portugalskiej. Jego liryka wywarła wpływ na poetów modernistycznych w tym na Fernanda Pessoę. Wiersze Pessanhi zostały zebrane w tomie Clepsidra, wydanym w roku 1922. Poeta zasłynął przede wszystkim jako sonetysta. Był też tłumaczem. Nauczył się języka kantońskiego i przekładał wiersze chińskie. Poza tym kolekcjonował chińskie dzieła sztuki, które przekazał do muzeum w Coimbrze. Liryka Pessanhi pozostawała nieznana aż do roku 1916, kiedy część jego wierszy został opublikowana w czasopiśmie Centauro.